# Friedersdorf (Großbreitenbach)
Friedersdorf è una frazione della città tedesca di Großbreitenbach, nel Land della Turingia.

## Storia
Il 1º gennaio 2019 il comune di Friedersdorf venne soppresso e aggregato alla città di Großbreitenbach.